# Piobaireachd
Piobaireachd (sprich „pi-broch“ mit gerolltem R, [ˈpiːˌbrɔx], gälisch [ˈpʰiːbərɒχk]; englisch auch Pibroch geschrieben) kommt aus dem Gälischen und bedeutet „pipen“, auf Deutsch „Dudelsack spielen“ (wörtlich: „das Pfeifen“). Den Menschen, der das macht, nannte man Piobaire (sprich „Pie-bör“ = Piper, Pfeifer). Heute beschreibt das Wort die klassische Musik für die Great Highland Bagpipe (großer schottischer Hochlanddudelsack). Gleichbedeutend damit ist Ceol Mor, die „große Musik“. 
Erfunden wurde die Musik vermutlich im 16. Jahrhundert von den in Boreraig ansässigen MacCrimmons, Pfeifer des Clans MacLeod, auf der schottischen Insel Skye. Ein Großteil der Melodien ist heute noch erhalten. Aufgrund der „Highland Clearances“ Ende des 18. Jahrhunderts gingen viele Stücke verloren oder blieben nur noch teilweise erhalten, wurden dann aber rekonstruiert, so dass wir heute mehr als 200 Tunes (Stücke), die teilweise älter als 500 Jahre sind, besitzen: Die Noten zu den meisten Stücken findet man in der von der Piobaireachd Society herausgegebenen „Piobaireachd-Society-Collection“. Diese Sammlung umfasst 15 Bände und ein Vorwort.
Die Musik selbst besteht aus einem Thema (gälisch „Urlar“ = engl. „ground“), welches in verschiedenen Abschnitten variiert wird. Ein solches Stück kann zwischen 8 und 25 Minuten dauern. Die Musik ist in der Regel pentatonisch aufgebaut. Die Komponisten drücken verschiedene Gefühlslagen in ihren Tunes aus. So wurden sowohl Märsche und „Battletunes“ komponiert als auch Klagelieder und „Salutes“. Da der Dudelsack keine Dynamik beim Vortrag ermöglicht, werden diese Emotionen durch Phrasierungen ausgedrückt.
Zu den Variationen gehören zum Beispiel Taorluath, Crunluath, sowie Doublings und Triplings des Themas und der Variationen.
Es finden mittlerweile auf der ganzen Welt Wettbewerbe statt, in denen die Interpretation und die Technik bewertet werden.
Traditionell wird diese Musikform durch eine Singsprache, dem Canntaireachd (sprich „kan-troch“) vermittelt. Dabei stehen verschiedene Silben für verschiedene Noten und Verzierungen. Notationen für Piobaireachd wurden erst im 18. Jahrhundert entwickelt. Durch die Komplexität der Melodie und der wechselnden Rhythmen erlaubt jedoch keine Notationsform eine so genaue Darstellung der Struktur wie das gesungene Canntaireachd.
Piobaireachd weist verschiedene grundlegende Parallelen zu anderen alten Volksmusiken der Welt auf, ist jedoch in ihrer Art und Weise einzigartig, selbst im Vergleich zu anderen gälischen Musiktraditionen.
Neben der „Ceol Mor“ werden Musikstücke für die Great Highland Bag Pipes in die „Ceol beag“ (kleine oder leichte Musik) und die „Ceol meadhonach“ (mittlere Musik) eingeordnet.